# Międzynarodowy Dzień Pokoju

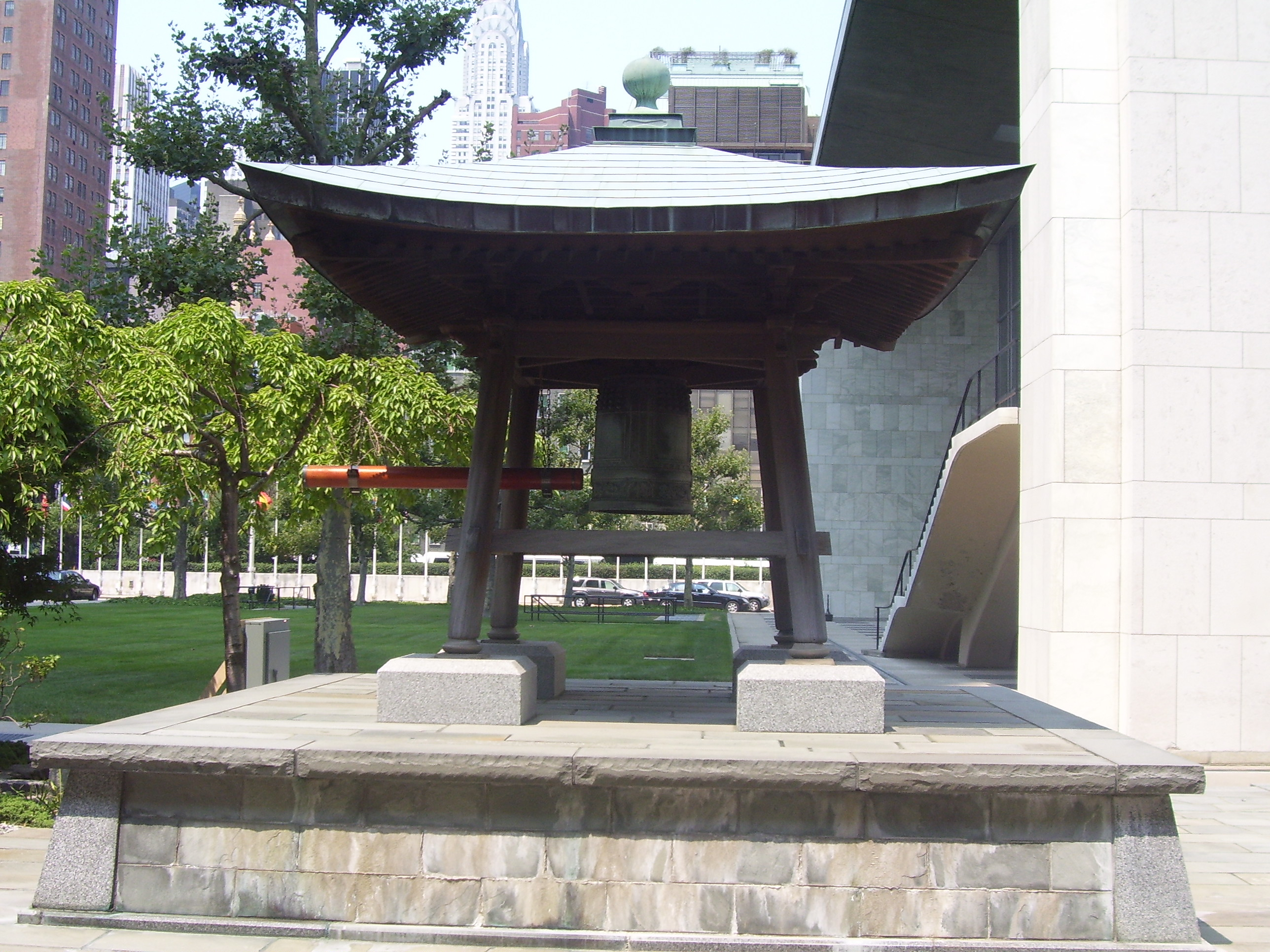
Japoński Dzwon Pokoju (siedziba ONZ, Nowy Jork).

Międzynarodowy Dzień Pokoju, ang. International Day of Peace (IDP) – święto obchodzone corocznie 21 września, ustanowione przez Zgromadzenie Ogólne ONZ 7 września 2001 roku.

## Historia
W 1981 roku, w dniu otwarcia regularnej sesji Zgromadzenia Ogólnego (w trzeci wtorek września), Zgromadzenie ogłosiło w uchwale wspieranej przez Wielką Brytanię i Kostarykę (sponsorów oryginalnych dni), że podczas rozpoczęcia wrześniowej sesji będzie obchodzony Dzień Pokoju jako wzmocnienie samej idei pokoju i że dzień ten  „będzie oficjalnie uznawany i obchodzony jako Międzynarodowy Dzień Pokoju dla uczczenia i wsparcia idei pokojowego współżycia ludów i narodów” (rezolucja 36/67). Pierwsze obchody odbyły się 21 września 1982 roku. W 1998 roku Zgromadzenie potwierdziło ten fakt ogłaszając coroczne obchody Dnia w dniu rozpoczęcia zwyczajnej sesji Zgromadzenia (rezolucja 52/232 z 4 czerwca).

## Obchody
Oficjalnie Międzynarodowy Dzień Pokoju uchwalono dopiero w 2001 rezolucją 55/282 a obchody przeniesiono z trzeciego wtorku września na 21 września. Pierwsze obchody w nowym terminie obchodzono w 2002 roku.

### Obchody na świecie
Obchody rozpoczyna Sekretarz Generalny ONZ, który uderza w Dzwon Pokoju (ang. Japanese Peace Bell) znajdujący się przed siedzibą ONZ w Nowym Jorku. Dzwon został podarowany przez japońską organizację (ang.) World Peace Bell Association (WPBA) 8 czerwca 1954 roku. Jest on jedną z 50 identycznych kopii dzwonu w Hiroszimie zniszczonej wybuchem bomby atomowej w 1945 roku.
Na dzwonie widnieje napis: „Niech żyje absolutny pokój na świecie” (ang. Long live absolute world peace).
Obchody mają zwrócić uwagę społeczeństw na potrzebę uczczenia i przestrzegania pokoju oraz sprzeciw wobec wojen. „Wolą Zgromadzenia Ogólnego jest również to, by 21 września był obchodzony odtąd jako dzień globalnego rozejmu i wyrzeczenia się przemocy oraz stanowić zachętę dla wszystkich krajów do powstrzymania się od wszelkich aktów wrogości”.
Osoby fizyczne mogą w tym dniu nosić odznakę w kształcie gołębia pokoju produkowaną przez organizację non-profit w Kanadzie.

### Obchody w Kościele katolickim
- Światowy Dzień Pokoju – święto ustanowione przez papieża Pawła VI listem z 8 grudnia 1967, skierowane nie tylko do wiernych Kościoła katolickiego, ale do wszystkich ludzi dobrej woli, obchodzone corocznie 1 stycznia,
- Światowy Dzień Modlitwy o Pokój – święto zorganizowane:
  - z inicjatywy Jana Pawła II 27 października 1986 roku w Asyżu, jako Światowy Dzień Modlitw o Pokój w Asyżu[3][4],
  - z inicjatywy kard. Stanisława Dziwisza 6–8 września 2009 w Krakowie i Oświęcimiu[4],
- Międzynarodowy Dzień Modlitwy o Pokój – święto obchodzone równocześnie z IDP 21 września z inicjatywy Światowej Rady Kościołów, w ramach dekady Kościołów „Przezwyciężania przemocy”, podjętej w 2004 roku podczas spotkania sekretarza generalnego światowej Rady Kościołów ks. dr Samuela Kobii i Sekretarza  Generalnego ONZ Kofi Annana[5].

## Dzień uczestników misji pokojowych
11 grudnia 2002 roku, rezolucją 57/129, Zgromadzenie Ogólne ustanowiło również Międzynarodowy Dzień Uczestników Misji Pokojowych ONZ, a na obchody wyznaczyło dzień 29 maja. „Dzień ten ma być okazją do złożenia hołdu wszystkim, którzy brali i biorą udział w misjach pokojowych, za ich profesjonalizm, oddanie i odwagę, a także okazją do tego, by oddać cześć pamięci tych, którzy dla sprawy pokoju poświęcili swoje życie”.